# 조치 대학
조치 대학(일본어: 上智大学 조치다이가쿠[*], 영어: Sophia University)은 일본 도쿄도 지요다구의 사립 대학이다. 대학의 약칭은 조치(일본어: 上智) 또는 소피아(영어: Sophia)이며, 와세다대학, 게이오기주쿠대학과, 도쿄이과대학과 함께 일본 4대 사립대학으로 불린다.

## 명칭
1549년, 예수회의 선교사인 프란치스코 하비에르 사제가 일본에 고등교육기관을 만들 것을 계획했지만, 기독교를 믿지 못하게 하는 일본의 금교정책때문에 이루어지지 못했고, 겨우 1900년대에 이르러서 설립되었다.
조치 대학에는 가톨릭 신자인 교원이 적지는 않지만, 종교와 무관한 학생 생활을 보내는 것도 가능하다. 해외에서 들어온 유학생은 가톨릭 교도만 받고 있지는 않으며, 불교도, 이슬람교도, 힌두교도 등의 다양한 종교를 믿는 사람들로 이루어져 있다.

## 연혁
조치 대학의 기원은 가톨릭 수도회 예수회가 1911년에 설립한 조치 학원이다. 현재는 학교 법인 조치 학원이 경영하는 대학이다.
- 1549년 - 예수회 선교사인 '프란시스코 하비에르'가 일본의 수도에 대학을 설립하고 싶다는 희망서를 로마에 써서 보낸다. 일본의 기독교 금지정책때문에 실패.
- 1906년 - 교황 비오 10세가 예수회에 대하여, 일본에서의 고등교육 기관 설치를 요청.
- 1908년 - 3명의 예수회 회원 (요제프 달만(독일), 앙리 뷔시(프랑스), 제임스 라클리프(영국))이 일본을 방문.
- 1911년 - 재단 법인 조치 학원을 설립.
- 1913년 - 전문 학교령에 의하여 조치 대학교(철학과·독일 문학과·상과)를 도쿄도 지요다구에 설립. 헤르만 호프만이 초대 학장으로 취임.
- 1920년 - 성 알로이시오 학원(기숙사의 전신)이 발족.
- 1928년 - 대학령에 의해서 문학부 철학과, 문학과 상학부 상학과를 개설.
- 1931년 - 신교사(1호관)의 준공.
- 1932년 - 전문부(경제과, 법과, 상과, 신문 학과)를 개설.
- 1944년 - 교아 공업 대학(현 지바 공업 대학)이 학원 내로 이전했으나, 교아 공업 대학과의 흡수 합병 문제가 발생한다.
- 1946년 - 공개 강좌(공개 학습 센터의 전신)를 개강 .
- 1948년 - 신제대학(문학부 철학과, 사학과, 영문학과, 독일 문학과, 신문 학과·경제학부 경제학과, 상학과) 개편, 문학부 철학과에 로마성좌립 인가.
- 1951년 - 사립학교법에 따르는 학교 법인 죠오치 학원을 설립. 대학원 석사과정 개설(신학 연구과, 철학 연구과, 서양 문화 연구과, 경제학 연구과).
- 1955년 - 문학부 안에 외국어 학과를 증설. 대학원 박사 과정 개설(신학 연구과, 철학 연구과, 서양 문화 연구과, 경제학 연구과).
- 1959년 - 문학부 안에 국문학과를 개설.
- 1962년 - 이공학부(기계공학과, 전기·전자 공학과, 물리학과, 화학과)를 개설.
- 1964년 - 외국어 학부에 포르투갈어 학과를 개설.
- 1965년 - 이공학부에 수학과를 개설. 신학부 신학과에 로마성좌립 인가.
- 1966년 - 문학부 안에 사회학과, 프랑스 문학과를 개설.대학원에 문학 연구과, 법학 연구과, 이공 학연구과의 석사과정을 개설.
- 1968년 - 대학원의 법학 연구과, 이공 학연구과의 박사 과정을 개설. 경제학부 상학과를 경영학과에 명칭 변경.
- 1976년 - 교육학과심리학 전공을 문학부 심리학과로, 사회학과사회 복지학 전공을 문학부 사회 복지 학과로 개편.
- 1977년 - 외국어 학부 일본어 · 일본 문화 학과를 비교 문화 학과로 명칭을 변경.
- 1987년 - 외국어 학부 비교 문화 학과를 비교 문화 학부(비교 문화 학과, 일본어·일본 문화 학과)로 개편.
- 1980년 - 법학부에 국제 관계 법학과를 개설.
- 1983년 - 한국의 예수회 대학인 서강대학교와 자매결연 체결.
- 1997년 - 법학부에 지구 환경 법학과를 개설.
- 2004년 - 대학원 법학 연구과에 법조 양성 전공(법과 대학원)을 개설.
- 2005년 - 문학부 교육학과, 심리학과, 사회학과, 사회 복지 학과를 종합 인간 과학부(교육학과, 심리학과, 사회학과, 사회 복지 학과)로 개편. 대학원 종합 인간 과학 연구과, 지구 환경 연구과(환경 대학원)를 개설.
- 2008년 - 이공학부, 생명과학 연구소를 이공학부(물질 생명 이공 학과, 기능 창조 이공 학과, 정보 이공 학과)로 개편.
- 2010년 - 예수회 자매대학인 한국 서울 서강대학교와 제1회 서강-조치 한일 정기전 (SOFEX 2010) 개최.

## 현황

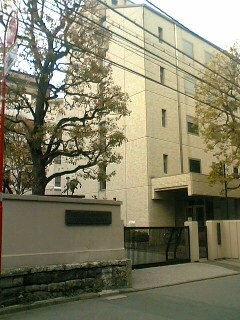
이치가야 캠퍼스 본관

### 소재지
- 요쓰야(四谷) 캠퍼스 - 도쿄도 지요다구
- 샤쿠지이(石神) 캠퍼스 - 도쿄도 네리마구
- 이치가야(市ヶ谷) 캠퍼스 - 도쿄도 지요다구
- 메지로 세이보(目白聖母) 캠퍼스 - 도쿄도 신주쿠구
- 하타노(秦野) 캠퍼스 - 가나가와현 하다노시

## 조직

### 학부
- 신학부
  - 신학과
- 문학부
  - 철학과
  - 사학과
  - 국문학과
  - 영문학과
  - 독일 문학과
  - 프랑스 문학과
  - 신문 학과
- 종합 인간 과학부
  - 교육학과
  - 심리학과
  - 사회학과
  - 사회 복지 학과
  - 간호학과
- 법학부
  - 법률학과
  - 국제 관계 법학과
  - 지구 환경 법학과
- 경제학부
  - 경제학과
  - 경영학과
- 외국어 학부
  - 영어 학과
  - 독일어 학과
  - 프랑스어 학과
  - 스페인어 학과
  - 러시아어 학과
  - 포르투갈어 학과
- 종합 글로벌 학부
  - 종합 글로벌 학과
- 국제 교육 학부
  - 국제 교양 학과
- 이공학부
  - 물질 생명 이공 학과
  - 기능 창조 이공 학과
  - 정보 이공 학과

### 대학원
- 신학 연구과
  - 신학 전공/조직신학 전공
- 철학 연구과
  - 철학 전공
- 문학 연구과
  - 사학 전공
  - 국문학 전공
  - 영미 문학 전공
  - 독일 문학 전공
  - 프랑스 문학 전공
  - 신문학 전공
- 종합 인간 과학 연구과
  - 교육학 전공
  - 심리학 전공
  - 사회학 전공
  - 사회 복지학 전공
- 법학 연구과
  - 법률학 전공
  - 법조 양성 전공 (법과 대학원)
- 경제학 연구과
  - 경제학 전공
  - 경영학 전공
- 외국어 학연구과
  - 언어학 전공
- 글로벌 · 스타디즈 연구과
  - 국제 관계론 전공
  - 지역 연구 전공
  - 글로벌 사회 전공
- 이공학 연구과
  - 이공학 전공 기계공학 영역
  - 이공학 전공 전기·전자 공학 영역
  - 이공학 전공 응용화학 영역
  - 이공화 전공 화학 영역
  - 이공학 전공 수학 영역
  - 이공학 전공 물리학 영역
  - 이공학 전공 생물 과학 영역
  - 이공학 전공 정보학 영역
- 지구 환경학 연구과
  - 지구 환경학 전공

## 같이 보기
슈퍼 글로벌 대학